# Радченко, Николай Иванович (рабочий)
Николай Иванович Радченко (1926—1993) — слесарь Кокчетавского комбината хлебопродуктов Министерства заготовок Казахской ССР, изобретатель, общественный деятель, депутат Верховного Совета Казахской ССР. Герой Социалистического Труда (14.04.1981).

## Биография
Родился 21 декабря 1926 года в селе Павловка Кокчетавского уезда Казакской АССР.
Участник Великой Отечественной войны. Рядовой.
Всю жизнь проработал на Кокчетавском комбинате хлебопродуктов Министерства заготовок Казахской ССР, был слесарем, затем мастером. Разработал эффективное мельничное устройство, которое впоследствии было установлено во многих зерновых элеваторах СССР, за что в 1981 году был удостоен звания Героя Социалистического Труда.
Избирался депутатом городского Совета и Верховного Совета Казахской ССР.